# Diocesi di Juticalpa
La diocesi di Juticalpa (in latino Dioecesis Iuticalpensis) è una sede della Chiesa cattolica in Honduras suffraganea dell'arcidiocesi di Tegucigalpa. Nel 2021 contava 494.870 battezzati su 576.345 abitanti. È retta dal vescovo José Bonello, O.F.M.

## Territorio
La diocesi comprende il dipartimento di Olancho nella parte centro-orientale dell'Honduras.
Sede vescovile è la città di Juticalpa, dove si trova la cattedrale dell'Immacolata Concezione di Maria Vergine.
Il territorio si estende su una superficie di 23.905 km² ed è suddiviso in 14 parrocchie.

## Storia
La prelatura territoriale dell'Immacolata Concezione di Maria Vergine di Olancho fu eretta il 6 marzo 1949, ricavandone il territorio dall'arcidiocesi di Tegucigalpa.
Il 31 ottobre 1987 la prelatura territoriale è stata elevata a diocesi con la bolla Universae Dei di papa Giovanni Paolo II.

## Cronotassi dei vescovi
Si omettono i periodi di sede vacante non superiori ai 2 anni o non storicamente accertati.
- Sede vacante (1949-1954)

- Bernardino Nicola Mazzarella, O.F.M. † (22 novembre 1954 - 13 marzo 1963 nominato vescovo di Comayagua)
- Nicholas D'Antonio Salza, O.F.M. † (28 dicembre 1963 - 6 agosto 1977 dimesso)
  - Sede vacante (1977-1983)
- Tomás Andrés Mauro Muldoon, O.F.M. † (1º febbraio 1983 - 2 febbraio 2012 dimesso)
- José Bonello, O.F.M., succeduto il 2 febbraio 2012

## Statistiche
La diocesi nel 2021 su una popolazione di 576.345 persone contava 494.870 battezzati, corrispondenti all'85,9% del totale.
| anno | popolazione | popolazione | popolazione | presbiteri | presbiteri | presbiteri | presbiteri                | diaconi | religiosi | religiosi | parrocchie |
| anno | battezzati  | totale      | %           | numero     | secolari   | regolari   | battezzati per presbitero | diaconi | uomini    | donne     | parrocchie |
| ---- | ----------- | ----------- | ----------- | ---------- | ---------- | ---------- | ------------------------- | ------- | --------- | --------- | ---------- |
| 1949 | ?           | 68.133      | ?           | 10         |            | 10         | ?                         |         |           |           | 5          |
| 1966 | 110.000     | 125.000     | 88,0        | 9          |            | 9          | 12.222                    |         | 9         | 6         | 7          |
| 1970 | 139.540     | 140.140     | 99,6        | 2          | 2          |            | 69.770                    |         |           |           | 7          |
| 1976 | 149.700     | 152.741     | 98,0        | 15         | 11         | 4          | 9.980                     |         | 4         | 10        | 8          |
| 1990 | 270.200     | 282.550     | 95,6        | 14         | 3          | 11         | 19.300                    |         | 15        | 24        | 9          |
| 1999 | 397.929     | 427.103     | 93,2        | 21         | 9          | 12         | 18.949                    |         | 16        | 32        | 12         |
| 2000 | 408.227     | 443.263     | 92,1        | 18         | 8          | 10         | 22.679                    |         | 14        | 32        | 12         |
| 2001 | 421.753     | 457.890     | 92,1        | 19         | 7          | 12         | 22.197                    |         | 16        | 29        | 12         |
| 2002 | 433.190     | 471.202     | 91,9        | 22         | 11         | 11         | 19.690                    |         | 15        | 31        | 11         |
| 2003 | 466.493     | 509.557     | 91,5        | 19         | 11         | 8          | 24.552                    |         | 10        | 37        | 13         |
| 2004 | 471.926     | 519.036     | 90,9        | 18         | 10         | 8          | 26.218                    |         | 10        | 41        | 13         |
| 2006 | 491.201     | 546.129     | 89,9        | 21         | 11         | 10         | 23.390                    |         | 11        | 34        | 13         |
| 2013 | 578.000     | 630.000     | 91,7        | 22         | 14         | 8          | 26.272                    |         | 10        | 47        | 14         |
| 2016 | 526.000     | 573.854     | 91,7        | 28         | 17         | 11         | 18.785                    |         | 12        | 32        | 14         |
| 2019 | 554.000     | 608.000     | 91,1        | 29         | 14         | 15         | 19.103                    |         | 15        | 48        | 13         |
| 2021 | 494.870     | 576.345     | 85,9        | 31         | 16         | 15         | 15.963                    |         | 15        | 36        | 14         |